# Saropogon weissi
Saropogon weissi är en tvåvingeart som beskrevs av Mario Bezzi 1910. Saropogon weissi ingår i släktet Saropogon och familjen rovflugor. Inga underarter finns listade i Catalogue of Life.